# Plastic Letters
Plastic Letters – album zespołu Blondie wydany przez wytwórnię Chrysalis Records w lutym 1978. Nagrań dokonano na przełomie czerwca i lipca 1977 w nowojorskim Plaza Sound Studios. Reedycja CD z 1994 zawiera dwie dodatkowe piosenki. W 2001 album został uzupełniony o cztery piosenki (z których jedna ukazała się wcześniej w reedycji z 1994).

## Lista utworów
1. "Fan Mail" (J. Destri) – 2:38
2. "Denis" (N. Levenson) – 2:19
3. "Bermuda Triangle Blues (Flight 45)" (C. Stein) – 2:49
4. "Youth Nabbed as Sniper" (C. Stein) – 3:00
5. "Contact in Red Square" (J. Destri) – 2:01
6. "(I'm Always Touched by Your) Presence, Dear" (G. Valentine) – 2:43
7. "I'm on E" (D. Harry, C. Stein) – 2:13
8. "I Didn't Have the Nerve to Say No" (D. Harry, J. Destri) – 2:51
9. "Love at the Pier" (D. Harry) – 2:27
10. "No Imagination" (J. Destri) – 2:56
11. "Kidnapper" (J. Destri) – 2:37
12. "Detroit 442" (J. Destri, C. Stein) – 2:28
13. "Cautious Lip" (R. Toast, C. Stein) – 4:24

reedycja 1994
1. "Poets Problem" (J. Destri) – 2:20
2. "Denis (Alternative Version)"(N. Levenson) – 2:22

reedycja 2001
1. "Once I Had Love (aka The Disco Song) (1975 Version)" (D. Harry, C.Stein) – 3:58
2. "Scenery" (G. Valentine) – 3:10
3. "Poets Problem" (J. Destri) – 2:20
4. "Detroit 442 (Live)" koncert w Walnut Theatre w Filadelfii, 6 listopada 1978 (J. Destri, C. Stein) – 2:33

## Skład
- Deborah Harry – śpiew
- Chris Stein – gitara, gitara basowa, E-bow w "Youth Nabbed as Sniper", wibrafon
- James Destri – instr. klawiszowe, dalszy śpiew
- Clem Burke – perkusja, śpiew

gościnnie
- Frank Infante – gitara basowa, dalszy śpiew
- Dale Powers – dalszy śpiew w "Kidnapper"

produkcja
- Richard Gottehrer – producent
- Kevin Flaherty – produkcja (2001)

## Pozycje w notowaniach
| Rok  | Państwo           | Pozycja |
| ---- | ----------------- | ------- |
| 1978 | Niemcy            | #9      |
| 1978 | Wielka Brytania   | #10     |
| 1978 | Szwecja           | #33     |
| 1978 | Australia         | #64     |
| 1978 | Stany Zjednoczone | #72     |